# تسولنیتس
تسولنیتس (به آلمانی: Zöllnitz) یک شهر در آلمان است که در زاله‌هلتسلاند واقع شده‌است. تسولنیتس ۷۸۴ نفر جمعیت دارد.